# Чхиквадзе, Вячеслав Михайлович
Вячеслав Михайлович Чхиквадзе (4 января 1940, Москва — 29 октября, 2019, Тбилиси) — советский и грузинский герпетолог, палеонтолог, доктор наук (1991), профессор, почётный член Герпетологического общества имени А. М. Никольского.

## Биография
Родился 4 января 1940 года в Москве. В 1959 году закончил 23 среднюю школу в Тбилиси, а в 1964 году биологический факультет Тбилисского государственного университета (руководители дипломной работы: Л.К. Габуния и Л.Л. Натадзе). Ещё будучи школьником регулярно участвовал во многих палеонтологических экспедициях (Южная Грузия) в качестве коллектора. С 1964 года начал работать в Институте палеобиологии АН Грузии (1964 – старший лаборант, 1966 – младший научный сотрудник, 1975 – старший научный сотрудник, 1986 – ведущий научный сотрудник). В мае 1972 года защитил кандидатскую (научный руководитель Л.П. Татаринов), а в декабре 1991 года – докторскую диссертацию. 
Участник многочисленных региональных, всесоюзных и зарубежных конференций, конгрессов и симпозиумов, был избран в члены многих научных обществ (Всесоюзное палеонтологическое общество, Московское общество естествоиспытателей природы, Всесоюзное герпетологическое общество, Society of Vertebrate Paleontology). Был одним из инициаторов и организаторов 1-й кавказской герпетологической конференции (1983, Тбилиси).
В течение почти сорока лет участвовал в многочисленных палеонтологических и зоологических экспедициях (Монголия, Болгария, Казахстан, Дальний Восток, Молдова, Украина, Туркменистан, Таджикистан, Кыргызстан, Узбекистан, Северный Кавказ, Азербайджан, Грузия); кроме этого был не только участником, но и бессменным гидом первой совместной казахско-грузинско-американской палеонтологической экспедиции в Зайсане (1993-1995), а также инициатором и организатором первой совместной грузинско-американской палеонтологической экспедиции в Южной Грузии (Бенара, 1996). 
Наиболее значительные результаты были получены им после экспедиционных работ в Зайсанской котловине (Восточный Казахстан). С 1966 по 1995 год вёл раскопочные работы в этой котловине вместе с палеонтологами и геологами из Москвы, Ленинграда, Усть-Каменогорска, Уфы и Вашингтона. Результаты зайсанских экспедиций имели огромный резонанс в науке (палеонтология, биохронология и палеогеография). 
Был одним из лучших охотников за ископаемыми. Именно с его именем связаны находки: первого сумчатого в Азии; древнейших каймановых черепах и древнейших гигантских саламандр в Азии (Зайсан); первой зубастой птицы в Азии (Азербайджан); древнейшего дельфина (Азербайджан); первая в мире достоверная находка ископаемых большеголовых черепах (Центральный Казахстан); первая находка милагавлид в Азии (эта вымершая группа грызунов до этого была известна только из Северной Америки); сенсационное открытие в 2000 году целой серии новых местонахождений («этажерка» фаун) с остатками позвоночных в долине Иори (Восточная Грузия, средний миоцен – нижний плейстоцен) и т. д.
С 1991 года читал курс зоологии позвоночных в Тбилисском педагогическом университете. В 1997 году ему было присвоено звание профессора. Под его руководством выполнены три кандидатские диссертации и более 10 курсовых и дипломных работ. Кроме этого, он был научным руководителем, а позже научным консультантом широко известного художника-анималиста Л.Т. Цхондиа.